# 5386 Bajaja
Az 5386 Bajaja (ideiglenes jelöléssel 1975 TH6) a Naprendszer kisbolygóövében található aszteroida. Felix Aguilar Observatory fedezte fel 1975. október 1-én.